# Parafia wojskowa św. Krzysztofa w Ełku
Parafia wojskowa pw. Świętego Krzysztofa w Ełku znajdowała się w Warmińsko-Mazurskim Dekanacie Wojskowym Ordynariatu Polowego Wojska Polskiego. Jej proboszczem był ks. kpt. Tomasz Koczy. Obsługiwana była przez księży diecezjalnych. Erygowana 21 stycznia 1993. Zlikwidowana w październiku 2012 roku przez ministra Obrony Narodowej Tomasza Siemoniaka. Mieściła się przy ulicy Kościuszki.